# Milagre econômico japonês

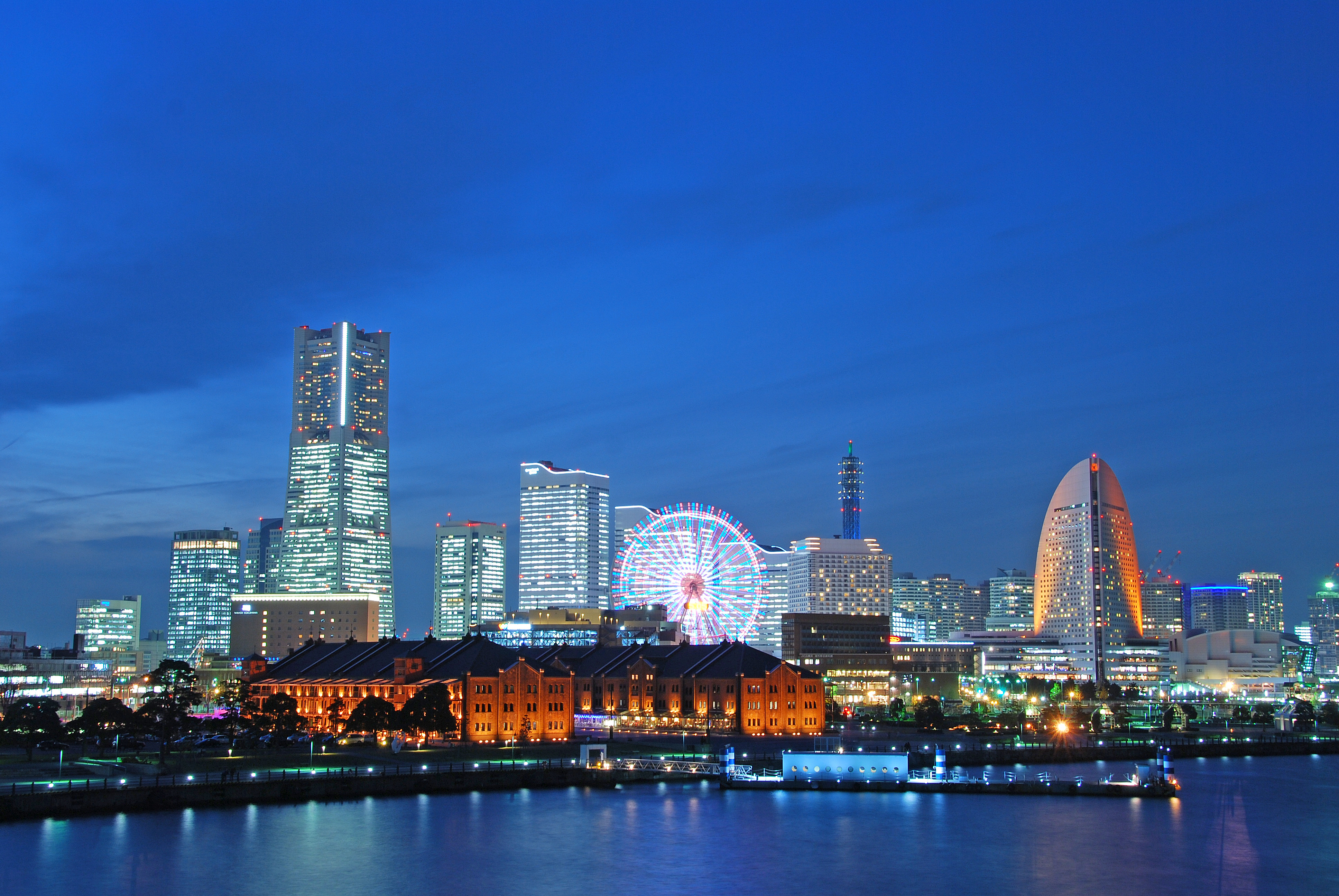
Distrito de Minato Mirai 21 em Yokohama.

O Milagre econômico japonês (高度経済成長, Kōdo keizai seichō) foi o fenômeno econômico ocorrido no Japão de crescimento econômico recorde após a Segunda Guerra Mundial, impulsionado primeiramente pela assistência dos Estados Unidos e consolidado pelo intervencionismo do governo japonês, em particular por meio de seu Ministério do Comércio e Indústria. Estes acordos deveram-se a fatores geopolíticos como impedir o avanço ideológico da União Soviética e China comunista sobre este país.  As características distintivas da economia japonesa durante a "reconstrução econômica" foram: a estreita colaboração de empresas, fabricantes, fornecedores, distribuidores e bancos em grupos chamados keiretsu, os sindicatos de poderosas empresas chamados shuntō; relações estreitas com burocratas do governo, e a garantia de emprego vitalício (shūshin koyo) em grandes empresas e fábricas altamente sindicalizadas. Desde 1993, as empresas japonesas começaram a abandonar algumas dessas normas para aumentar sua rentabilidade e eficiência.

## Contribuição estadunidense
O governo estadunidense desempenhou um papel crucial na reconstrução do Japão do pós-guerra, com a participação efetiva do governo japonês promovendo medidas eficientes de consolidação da recuperação do país. Os Estados Unidos forneceram assistência política e concederam créditos para a reconstrução do país não somente para democratizá-lo, mas também para impedir o ressurgimento do militarismo, do antiamericanismo e a ascensão do comunismo no Japão.
As hostilidades militares na península coreana em 1950 impulsionaram de forma mais forte a economia porque o governo estadunidense interveio de forma mais efetiva sobre a política japonesa. O comércio entre os dois países totalizava 27% do total das exportações do Japão durante as décadas de 1960 e 1990. Os Estados Unidos também insistiram para que o Japão fosse admitido no GATT como um "membro temporário", posição que se tornou definitiva após o fim da Guerra da Coréia.

## Participação governamental

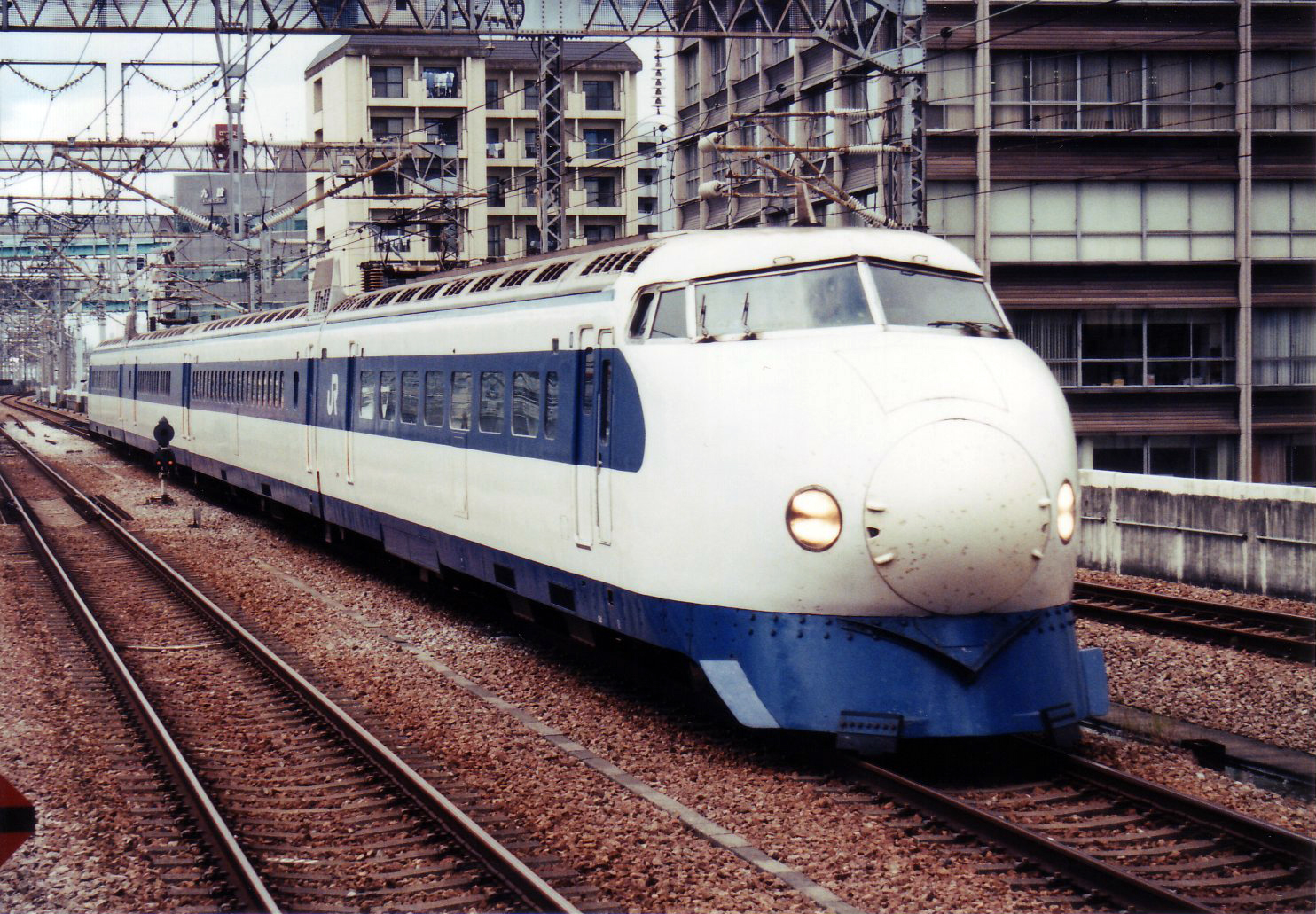
Os Shinkansen da série 0 foram os primeiros comboios a ser construídos para circular na rede de trens de alta velocidade japonesa. Eles representaram toda a robustez econômica do Japão no pós II guerra

A recuperação financeira japonesa continuou mesmo depois do fim da ocupação americana no Japão e do "boom" econômico impulsionado pela Guerra da Coreia. A economia do Japão enfrentou uma breve recessão causada pela perda dos investimentos e dispêndios dos EUA para aquisição de equipamentos militares.
A participação do governo também se mostrou crucial quanto na implantação e consolidação de medidas como, adoção de uma política de rigoroso controle populacional; prioridade à educação e ao domínio da tecnologia; produção voltada à exportação e eficiência. A partir da década de 1950, o Japão atingiu um estágio de grande desenvolvimento e é hoje uma das maiores potências mundiais.
No final da década de 1960, o Japão tinha "ressurgido das cinzas" da Segunda Guerra Mundial para conseguir uma rápida e completa recuperação da economia. O governo japonês consolidou o milagre econômico do pós-guerra, estimulando o crescimento do setor privado, em primeiro lugar pela regulamentação da atividade empresarial e políticas fortemente protecionistas na indústria nacional que efetivamente conseguiram frear os efeitos das crises econômicas posteriores e, mais tarde, expandindo suas relações comerciais.
A criação de um ministério específico o MITI (Ministry of International Trade and Industry) foi fundamental para a recuperação econômica do Japão. O papel do ministério começou com a "Política de Racionalização Industrial" que coordenou esforços de cooperação formalizados entre o governo japonês e o setor privado. O MITI também impulsionou a política industrial, e a desvinculação da importação de tecnologia, da importação de outros bens. As leis sobre o capital estrangeiro do MITI (1950) concederam poder ao ministério para negociar o preço, condições e acordos para importação de tecnologia. Este elemento de domínio tecnológico permitiu-lhe promover as indústrias que considerava promissoras. O baixo custo da tecnologia importada permitiu um rápido crescimento industrial. A produtividade foi melhorada por meio de novos equipamentos, de gerenciamento e padronização de processos industriais desenvolvidos no Japão.
Em 1951 o MITI fundou o Banco do Desenvolvimento do Japão que também forneceu ao setor privado capital de baixo custo em longo prazo. O Banco de Desenvolvimento do Japão introduziu o acesso ao Plano de Crédito e Investimento Fiscal (FILP) - um enorme agrupamento de poupanças individuais e nacionais. Na época o Plano de Crédito detinha em sua posse quatro vezes mais crédito disponível que o maior banco comercial do mundo.

## Abertura para o mercado externo
O período de rápido crescimento econômico entre 1955 e 1961 abriu o caminho para o "Golden Sixties" (década de ouro japonesa), na segunda década do pós-guerra, que geralmente é associada com o milagre econômico japonês. Em 1965, o PIB nominal do Japão foi estimado em pouco mais de US $ 91 bilhões. Quinze anos depois, em 1980, o PIB nominal subiu para um recorde de US $ 1, 065 trilhões.
O governo japonês iniciou um ambicioso "plano de duplicação da renda"  baixando as taxas de juros e impostos para motivar os investimentos na iniciativa privada. Além disso, devido à flexibilidade financeira oferecida pela FILP, o governo expandiu rapidamente o investimento público em infraestrutura: construção de rodovias, ferrovias de alta velocidade, metrôs, aeroportos, sistemas de comunicação, portos e barragens.
Tendenciou-se no Japão um modelo de economia mista com uma forte participação centralizada do estado em conjunto com a iniciativa privada. A intervenção e regulação do governo na economia retardou a abertura comercial. A liberalização comercial somente veio depois de garantir um mercado protegido por meio de regulamentos internos que favoreceram produtos e empresas japonesas. Em 1964, o PIB japonês cresceu a uma taxa de 13,9 % conseguida principalmente por meio de um forte modelo protecionista.
A taxa de crescimento do PNB do Japão foi de 10,5% na década de 1950 e 1960, 7,6% em 1970, 4,5% em 1980 e 1990.

## O fim do milagre
O período de crescimento chegou ao fim com o estouro da bolha nos preços dos ativos japoneses em 1991. Depois da Bolha dos ativos seguiu-se a chamada "Década perdida" (1991-2000). Durante o transcorrer da Década Perdida o Japão viu seu atraso econômico contrastar com o desenvolvimento econômico dos Quatro tigres asiáticos (Coreia do Sul, Taiwan, Hong Kong e Singapura), até que a explosão da Crise financeira asiática, começada no verão de 1997 gerou o temor de uma crise em escala mundial e contágio financeiro mundial. Mais recentemente, em 2010, o Japão viu seu maior rival, a China, o ultrapassar economicamente, se tornando a segunda maior potência do mundo.